# 沃尔弗斯豪森
沃尔弗斯豪森（德語：Wölfershausen，發音：[vœlfɐsˈhaʊzn̩]）是德国图林根州施马尔卡尔登-迈宁根县曾经的一个市镇，面积4.35平方千米，2017年12月31日人口为357人。2019年1月1日，沃尔弗斯豪森并入市镇格拉布费尔德。